# Aichryson brevipetalum
Espèce
Aichryson brevipetalum est une espèce de plantes grasses de la famille des Crassulaceae et du genre Aichryson.